# Fanum d'Offemont
Le fanum d'Offemont (ou temple gallo-romain d'Offemont) est une structure, d'époque gallo-romaine, inscrite comme monument historique, située à Offemont dans le département français du Territoire de Belfort.

## Localisation
Les ruines du fanum sont situées le long de la voie d’accès à la villa romaine d’Offemont, derrière le quartier des Casernes au lieu-dit « le Ballon » au lieu-dit « les martinets ».

## Histoire
L'origine du fanum serait antérieure à l'époque gallo-romaine révélée par la découverte d'artefacts d'origine gauloise : Potin des Leuques ou bracelet en verre de tradition gauloise. Les ruines visibles du fanum remonteraient au Ier siècle et seraient donc construites durant la période gallo-romaine.
Les ruines actuelles ont été découvertes en 1895 et ont été l'objet de nombreuses fouilles depuis : en 1896, 1964, entre 1966 et 1968, entre 1970 et 1978. Elles ont été inscrites au titre des monuments historiques par arrêté du 15 avril 1987.

## Description
Le fanum est de forme carrée de 4,25 mètres de côté, entouré d'une galerie de 1,95 mètre de largeur et de longueur totale de 9,40 mètres laissant un passage pour l'entrée à l'est de 3,15 mètres de large. Les fouilles montrent que la cella repose sur une cuvette creusée dans l'argile sur 15 à 20 centimètres de profondeur. Les diverses fouilles sur le site n'ont pas révélé beaucoup de mobilier si ce n'est quelques tessons, potin, clous...